# Chiayusaurus
Genre
Chiayusaurus (signifiant « lézard du Chia-yu-kuan ») est un genre de dinosaure sauropode découvert en Asie.

## Histoire
L'holotype utilisé par Birger Bohlin (en) est une dent découverte dans la formation géologique du Xinjiang et gardée par l'Institute of Vertebrate Paleontology and Paleoanthropology. D'une longueur de 27 mm elle présente des similitudes avec le genre Asiatosaurus. En raison d'un échantillon aussi faible, la découverte a été grandement ignorée ou jugée non concluante. Ainsi, par exemple, Russell et Zheng ont affirmé que cette dent ne se distingue pas de celles des Mamenchisaurus.
Bohlin décrit une dent plus grande dans sa publication de 1953, qu'il nomme « Species A. (aff. Chiayüsaurus) », qu'il croit appartenir à l'espèce-type.
En 1997, Lee, Yang, et Park décrivent une nouvelle espèce originaire de Corée du Sud à partir de la dent KPE 8001, découverte dans la formation géologique Hasandong (en) de Namdo, Gyeongsang. Les chercheurs affirment que cette dernière est identique « Species A. (aff. Chiayüsaurus) ». Cette nouvelle espèce, C. asianensis, est datée du Crétacé inférieur.
En 2002, Barrett et al. étudient à nouveau les échantillons, mais n'arrivent pas à en tirer une classification concluante.
Une autre étude publiée en 2004 qualifie ces espèces de nomen dubium.

## Liste d'espèces
Selon Paleobiology Database (13 janvier 2020) :
- Chiayusaurus asianensis
- Chiayusaurus lacustris